# Alexandra von Schwerin
Alexandra Frick von Schwerin, född Frick den 5 september 1970, är en svensk friherrinna, journalist, utställningsintendent och entreprenör samt slottsfru på Skarhults slott.

## Biografi
Alexandra Frick von Schwerin växte upp i Genève som dotter till direktör Ernst Frick och medicinalrådet Helena Silfverhielm. Hon är filosofie kandidat i statsvetenskap vid Lunds universitet och Master of Business Administration vid Handelshögskolan i Stockholm. Åren 1996–2000 var hon reporter för Sydnytt och Rapport vid Sveriges Television och 2000–2003 informationschef vid Liljevalchs konsthall respektive marknadschef vid Stockholms Auktionsverk. År 2003 gifte hon sig med friherre Carl Johan von Schwerin och är sedan dess bosatt på Skarhults slott i Skåne med tre gemensamma barn.  
Sedan 2012 driver hon föreningen Skarhults Kulturminne, som verkar för ett ökat historieintresse med anknytning till Skarhults slott. Efter flera års forskning var hon redaktör för boken Den dolda kvinnomakten: 500 år på Skarhults slott (2014) med Dick Harrison, Svante Norrhem, Eva Helen Ulvros, Carin Bergström, Angela Rundquist och Peter Ullgren som medförfattare. I april samma år inledde hon en årligen återkommande utställningsverksamhet på slottet med teman omkring slottets historia, såsom dess kvinnohistoria, barn genom historien och kärlekslivet genom tiderna. Hon är också drivande inom feministisk forskning, folkbildning och samhällsdebatt.
Magsinet Skåne utsåg henne 2016 till "Årets Bästa Skåning" med följande motivering: Med lika delar lust och vrede har Årets Bästa Skåning kämpat för att skriva om historien så ... att även kvinnorna får sin rättmätiga plats. Hon är en engagerad och frispråkig förebild som visar hur en enskild människa kan göra skillnad och skapa förändring som påverkar även framtida generationer.
2018 tilldelades hon utmärkelsen Årets yrkeskvinna i Sverige av förbundet Business and Professional Women Sweden, BPW Sweden, som sedan 1981 har delat ut utmärkelsen. Den som prisas ska ha påverkat utvecklingen inom sitt yrkesområde och vara en förebild för andra kvinnor och motiveringen lyder: ”Alexandra von Schwerin är slottsfrun som tagit en tydlig plats i samhällsdebatten och lyfter fram starka kvinnliga förebilder som funnits med i generationer.”